# جوناثان هوبردو

جوناثان هوبردو (مواليد 4 يونيو 1993) هو لاعب هوكي جليد كندي يلعب في نادي كالغاري فليمز في دوري الهوكي الوطني.